# Montel Vontavious Porter
Hassan Hamin Assad (sinh ngày 28 tháng 10 năm 1973) là một đô vật chuyên nghiệp người Mỹ, được biết đến với tên võ đài là Montel Vontavious Porter (còn được gọi tắt là MVP). Anh từng đấu vật cho World Wrestling Entertainment (WWE), New Japan Pro Wrestling (NJPW) và Total Nonstop Action Wrestling (TNA) và giành được nhiều chức vô địch.

## Sự nghiệp đấu vật chuyên nghiệp
Burke bắt đầu gia nhập môn đô vật chuyên nghiệp sau khi ngồi tù 9 năm rưỡi trong bản án 18 năm dành cho tội ăn trộm có vũ khí và bắt cóc trẻ em. Trong khi khởi đầu sự nghiệp anh đã thi đấu cho nhiều công ty khác nhau với tên trên võ đài là Antonio Banks như Full Impact Pro và trước đó là trong các chương trình pay-per-view của Total Nonstop Wrestling.

### World Wrestling Entertainment
Năm 2005, sau khi tham gia nhiều buổi biểu diễn trong nhà và các trận Dark match, Burke đã ký hợp đồng tiến triển với công ty World Wrestling Entertainment(WWE) và được chỉ định về thi đấu cho tổ chức phát triển của họ là Deep South Wrestling. Tại đây anh ta đầu tiên phát triển tính cách nhân vật Montel Vontavious Porter: một lực sĩ kiêu ngạo, bị ám ảnh bởi bản thân. Như một phần của tính cách anh ta dùng nhiều sự tham khảo tới " 305 ", mã số điện thoại của vùng quê nhà của anh ấy, Miami-Dade County,trong hình mẫu của những bài thánh ca, những cử chỉ bàn tay, và những biểu tượng. 

#### SmackDown!
Với tư cách là Montel Vontavious Porter, anh lần đầu tiên xuất hiện trong một chương trình TV của World Wrestling Entertainment (WWE) vào ngày 4 tháng 8 năm 2006 trong một chương trình của SmackDown!, được mô tả bởi những người phát ngôn như một người thèm muốn muốn người tự do. Cốt truyện ban đầu bao gồm MVP xuất hiện ở hậu trường và trong những đám đông vũ đài, thường được củng cố bên sườn bởi phụ nữ và một người bảo vệ, và nói với tổng giám đốc của SmackDown! Theodore Long về hợp đồng của anh ta. MVP thường được mô tả bởi những người bình luận như là một kẻ kiêu ngạo, với việc anh ta có thể dừng lại cuộc nói chuyện để trả lời điện thoại riêng hay say mê đồ kim hoàn của riêng mình trong khi những người khác đang nói chuyện với anh ta. Hợp đồng cuối cùng cũng được ký và phát trên WWE.com ngày 27 tháng 9, cho phép anh có thể xuất hiện trên võ đài của SmackDown lần đầu vào sự kiện pay-per-view No Mercy vào tháng 10.
Vào một chương trình của RAW, anh đã chuyển sang thi đấu cho RAW
VÀo ngày 1 tháng 6 năm 2009, MVP đã để mất đai vào tay của Kofi Kingston.
Ngoài ra anh còn là dẫn chương trình VIP Lounge cũng thuộc WWE.

## Các chức vô địch và danh hiệu
- Coastal Championship Wrestling
  - CCW Heavyweight Championship (1 lần)
- Future of Wrestling
  - FOW Tag Team Championship (1 lần) – với Punisher
- New Japan Pro Wrestling
  - IWGP Intercontinental Championship (1 lần)
  - IWGP Intercontinental Championship Tournament (2011)
- Pro Wrestling Illustrated
  - PWI xếp đứng hạng 23 trong tổng số 500 đô vật đấu đơn giỏi nhất trong PWI 500 năm 2008
- World Wrestling Entertainment
  - WWE United States Championship (2 lần)
  - WWE Tag Team Championship (1 lần) – với Matt Hardy
- Wrestling Observer Newsletter
  - Tiến bộ nhất (2007)
  - Bị đánh giá thấp nhất (2008)